# Justin O. Schmidt
Pour les articles homonymes, voir Schmidt.
Justin Orvel Schmidt , né le 23 mars 1947 et mort le 18 février 2023,, est un entomologiste américain, coauteur de Insect Defenses: Adaptive Mechanisms and Strategies of Prey and Predators et créateur de l'échelle de la douleur de Schmidt de la pénibilité des piqûres d'insectes.

## Échelle de Schmidt
L'échelle de Schmidt de la pénibilité des piqûres d'Hyménoptères (Justin O. Schmidt Pain Index) a été créée par Justin O. Schmidt, à partir de ses propres expérimentations des douleurs liées aux piqures d'hyménoptères ,.
- 1,0 : les petites abeilles comme les Halictidae : douleur légère, éphémère.
- 1,2 : la fourmi de feu (Solenopsis invicta) : douleur aiguë, soudaine, légèrement alarmante.
- 1,8 : la fourmi d'acacia (Pseudomyrmex ferruginea (en)), endémique de l'Acacia cornigera : douleur rare, perçante, élevée.
- 2,0 : l'abeille européenne
- 2,0 : Frelon : douleur riche.
- 2,0 : Guêpe Vespula : douleur chaude et fumante.
- 2,0+ : Abeille asiatique (Apis cerana), abeille africanisée et frelon européen.
- 3,0 : Fourmi rouge moissonneuse (Red harvester ant)  : douleur grasse et persistante.
- 3,0 : Guêpe Polistes : douleur caustique et brûlante.
- 4,0 : Guêpe Synoeca : douleur comparable à de la torture.
- 4,0 : Guêpe Pepsis : douleur aveuglante, féroce, électrique.
- 4,0+ : Fourmi Paraponera (notamment la Bullet ant (fourmi balle de fusil) : P. clavata) : douleur pure, intense, brillante.

## Autres ordres d'insectes
L'échelle de Schmidt ne concerne que les piqûres d'Hyménoptères. Cependant d'autres insectes provoquent des piqûres extrêmement douloureuses comme certaines punaises de la famille des Bélostomatidés (hémiptères).

## Publications
- (en-US) Justin O. Schmidt, Murray S. Blum, William L. Overal, Hemolytic activities of stinging insect venoms, 1983
- (en-US) Justin O. Schmidt, The Sting of the Wild, Johns Hopkins University Press, 2016  (ISBN 9781421419282)